# Tlenek azotu
Tlenek azotu (nazwa Stocka: tlenek azotu(II)), NO – nieorganiczny związek chemiczny z grupy tlenków azotu, w którym azot występuje na drugim stopniu utlenienia.
W temperaturze pokojowej jest to bezbarwny gaz o temperaturze topnienia −163,6 °C i temperaturze wrzenia −151,7 °C. Ma jeden niesparowany elektron (jest rodnikiem), stąd jest niestabilny i reaktywny. W powietrzu samorzutnie reaguje z tlenem, tworząc trujący dwutlenek azotu NO
2.

## Znaczenie biologiczne tlenku azotu
Jest związkiem o dużej aktywności biologicznej. Pełni wiele funkcji fizjologicznych u ssaków (również u człowieka). Niewielkie rozmiary cząsteczki i lipofilność powodują, że łatwo przenika przez błony biologiczne bez pośrednictwa układów transportujących.
W organizmie tlenek azotu powstaje z grupy guanidynowej z L-argininy w reakcji katalizowanej przez kilka izoform enzymu syntazy tlenku azotu (NOS).
W reakcji konieczna jest obecność tlenu cząsteczkowego i kofaktorów: NADPH, FAD, tetrahydrobiopteryny (BH
4).
Zanim odkryto rolę tlenku azotu w organizmie, nieznany związek powodujący rozkurcz mięśniówki gładkiej zwano śródbłonkowym czynnikiem rozluźniającym (EDRF – Endothelium-derived relaxing factor). EDRF odkrył i scharakteryzował Robert F. Furchgott, który otrzymał za to Nagrodę Nobla w 1998 roku, razem ze współpracownikami Louisem Ignarro i Feridem Muradem.
Niektóre z działań tlenku azotu w fizjologii i stanach chorobowych:
- reguluje napięcia naczyń krwionośnych, a przez to ciśnienia tętniczego krwi (poprzednio znany jako EDRF);
- hamuje agregację płytek krwi i leukocytów;
- w ośrodkowym układzie nerwowym pełni funkcję neuromodulatora (np. ma wpływ na pamięć[potrzebny przypis]);
- w obwodowym układzie nerwowym działa jak neurotransmiter i wpływa na motorykę przewodu pokarmowego, funkcje neuroendokrynne i lokalny przepływ krwi;
- ma wpływ na mechanizmy immunologiczne;
- bierze udział w procesie erekcji członka.

Podczas pandemii COVID-19, zasugerowano, że wdychanie powietrza przez nos powoduje lepsze natlenienie krwi i, dzięki wytwarzanemu w nosie tlenkowi azotu, pomaga zwalczać zakażenie koronawirusem, blokując jego replikację w płucach. Podjęto badania nad zastosowaniem inhalacji tlenkiem azotu do celów terapeutycznych u osób chorych na COVID-19.